# Et andet lys
Et andet lys er en roman fra 2002 skrevet af Jens Christian Grøndahl.
Vi følger Irene Beckmann, der i en alder af 56 år må konstatere, at en fase af hendes liv er slut. Ved et middagsselskab meddeler hendes mand hende, deres to voksne børn, svigerdatteren og børnebørnene, at han har mødt en anden og agter at forlade hende. Det kommer egentlig ikke bag på hende, da ægteskabet længe har været en formssag. Det medfører dog unægtelig, at hendes liv tager en drejning, og hendes første reaktion er at tage bilen og køre sin vej.
I en dagbog, som hun har fået af sin mor, læser hun om omstændigheder i hendes og moderens liv, hun aldrig har kendt til, og hun drager af sted på en tur ned gennem Europa på jagt efter sit ophav.